# 阔叶波叶藓
阔叶波叶藓（学名：Himantocladium cyclophyllum），又名轮叶波叶藓，为平藓科波叶藓属下的一个种。